# 罗萨齐亚
罗萨齐亚（法語：Rosazia，法語發音：[ʁozatsja]）是法国南科西嘉省的一个市镇，属于阿雅克肖区。

## 地理
罗萨齐亚（42°7'40"N, 8°52'30"E）面积19.72 平方千米，位于法国南科西嘉省，该省份位于科西嘉南部，后者为地中海西部的一座岛屿，也是法国的一个单一领土集体，位于法国大陆部分的东南面，意大利半島的西面，最临近的地块是撒丁岛。
与罗萨齐亚接壤的市镇（或旧市镇、城区）包括：阿尔博里、洛皮尼亚。

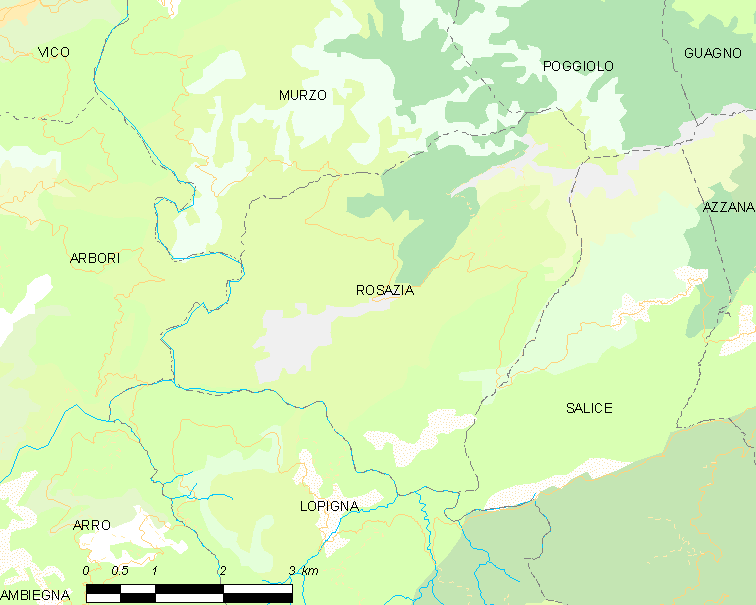
罗萨齐亚的OSM定位图

罗萨齐亚的时区为UTC+01:00、UTC+02:00（夏令时）。

## 行政
罗萨齐亚的邮政编码为20121，INSEE市镇编码为2A262。

## 政治
罗萨齐亚所属的省级选区为塞维-索鲁-奇纳尔卡县。

## 人口

1962-2008年间罗萨齐亚人口变化图示

罗萨齐亚于2022年1月1日时的人口数量为52人。